# Ippomaco
Ippomaco è un personaggio dell'Iliade di Omero.

## Mito
Ippomaco era un giovane guerriero troiano, figlio di Antimaco (omonimo di uno dei cattivi consiglieri del re Priamo). Partecipò alla difesa della sua città, quando gli Achei dichiararono guerra ai troiani in seguito al rapimento della sposa del re spartano Menelao. In una battaglia Ippomaco rimase ferito al ventre da una lancia del Lapita Leonteo; poté scampare alla morte grazie alla spessa cintura che lo proteggeva.
" Leonteo rampollo d'Ares, il figlio d'Antimaco 

ferì, Ippomaco d'asta, cogliendolo alla cintura " 
(Omero, Iliade, XII, vv.188-89, traduzione di Rosa Calzecchi Onesti)